# Елеазар Анзерский
Елеаза́р А́нзерский († 13 (23) января 1656) — преподобный Русской церкви, основатель Свято-Троицкого Анзерского скита Соловецкого монастыря.
Елеазар родился в семье купца Афанасия Севрюкова из города Козельска. В раннем возрасте поступил в Соловецкий монастырь, принял постриг от игумена Иринарха Соловецкого. В монастыре Елеазар обучился резьбе по дереву и участвовал в украшении иконостаса Преображенского собора монастыря. В 1612 году он, стремясь к аскетическим подвигам, поселился на Анзерском острове. Для получения средств к существованию изготавливал деревянную посуду, которую обменивал у проезжавших рыбаков на продукты питания. В 1616 году был пострижен в схиму и спустя четыре года переселился на другой край острова, поближе к Соловецкому монастырю. Рядом с ветхой церковью святителя Николая он построил себе келью и часовню. Постепенно вокруг Елеазара начала образовываться монашеская община. Для неё Елеазар установил правила анахоретного монашества (кельи были построены на расстоянии одной версты друг от друга, монахи собирались вместе накануне воскресного дня или праздника для совершения совместного богослужения).
Около 1635 года в скит к Елеазару пришёл Никита Минин, принявший от него постриг с именем Никон (в 1652 году Никон стал патриархом Московским и всея Руси). Никон прожил в скиту три года. Однажды, согласно житию, Елеазар имел видение, в котором на плечах Никона был омофор, и тем самым предрёк ему будущее патриаршество. Однако позднее Никон стал упрекать анзерских монахов в сребролюбии и обвинил в нём и самого Елеазара. После этого Никон покинул скит. В старообрядческой традиции Елеазар вместо омофора увидел на шее Никона чёрного змия: «Виде бо святый единою служащу литургию Никону, яко достовернии анзерожителие рекоша, змия черна и зело велика около выи его оплетшася, и вельми ужасеся».
Елеазар переписал для Анзерского скита ряд книг («от Божественных Писаний различные повести и три книги Цветника написал своей рукой уставом»), а также составил толкование на чин монашеского келейного правила. О жизни Елеазара стало известно в Москве, он был вызван к царю Михаилу Фёдоровичу, опечаленному отсутствием наследника. Царь просил у пустынника молитв, и Елеазар, согласно житию, предрёк ему рождение сына.
В 1620 году соловецкий игумен Иринарх получил от матери царя инокини Марфы 100 рублей на строительство в скиту Елеазара деревянной церкви во имя Живоначальной Троицы с приделом во имя преподобного Михаила Малеина. После рождения в 1629 году наследника Алексея Михайловича царь, считая это результатом молитв преподобного, 31 июля 1633 года даровал скиту независимость от Соловецкого монастыря и установил ему ежегодное содержание, а в 1638 году отдал скит под охрану сумского воеводы.
В 1648 году Елеазар был вызван в Москву царём Алексеем Михайловичем, пожелавшем увидеть человека, который предрёк его рождение. Царь подтвердил все привилегии Анзерского скита и дал указание построить в нём каменную церковь. Патриарх Никон, несмотря на то что имел в прошлом конфликт с Елеазаром, став патриархом, направлял щедрые пожертвования в скит, а в 1654 году добился для него от царя увлечения казённого содержания.
Перед своей смертью Елеазар назначил игуменом скита своего ученика Никодима, причастился и 13 января 1656 года скончался.
В 1757 году при строительстве храма над его могилой были обретены его мощи, объявленные нетленными. В это же время был составлен текст службы преподобному. В 1925 году мощи преподобного Елеазара были вскрыты и вывезены с Анзера. Местонахождение мощей Елеазара в настоящее время неизвестно. В 2003 году в разорённом погребении Елеазара была найдена частица его мощей, которая хранится в церкви Воскресения Христова Анзерского скита.